# Gare de Cusano-Milanino
La gare de Cusano-Milanino (en italien, Stazione di Cusano Milanino) était une gare ferroviaire italienne de la ligne de Milan à Asso, située sur le territoire de la commune de Cusano Milanino dans la province de Milan en région de Lombardie.

## Situation ferroviaire
Établie à environ 152 mètres d'altitude, la gare de Cusano-Milanino est située au point kilométrique (PK) 10 de la ligne de Milan à Asso, entre les gares de Cormano-Brusuglio et de Paderno-Dugnano.

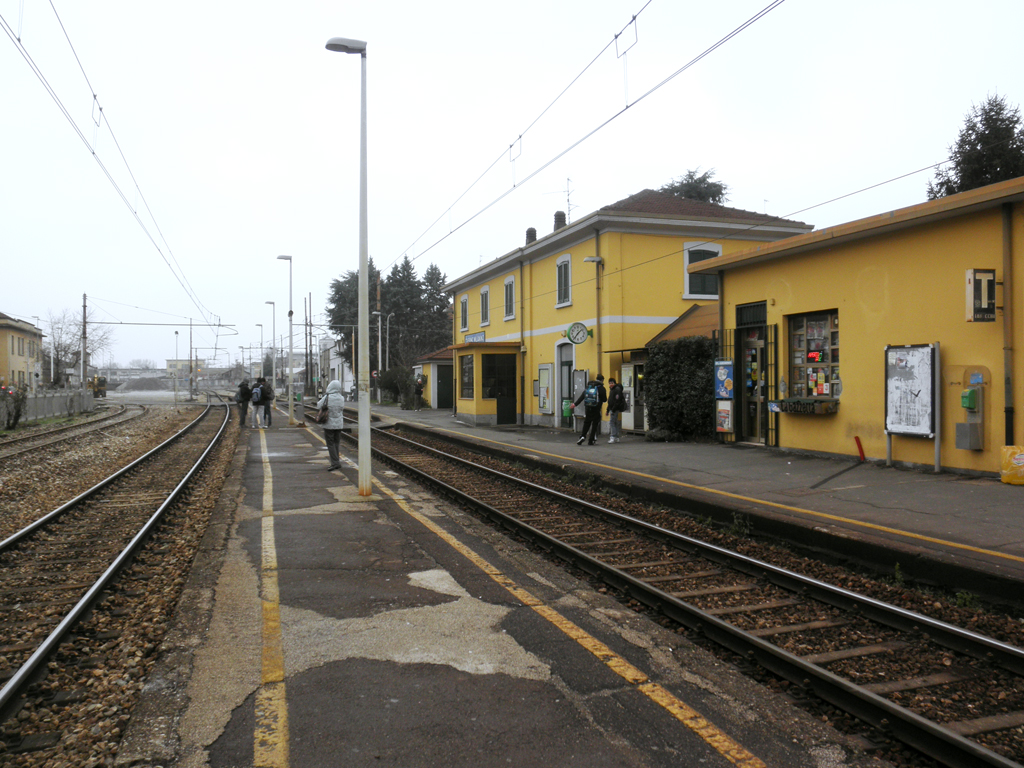
Intérieur de la gare, voies et quais (2010).

A été supprimé en 26 avril 2015.

## Service des voyageurs

### Accueil
Gare voyageurs LeNord, elle dispose d'un bâtiment voyageurs, avec guichet et automate pour l'achat de titres de transport.

### Desserte
Cusano-Milanino est desservie par des trains de la ligne S2, Mariano-Comense - Milan-Rogoredo du Service ferroviaire suburbain de Milan et de la ligne S4.

### Intermodalité
Un parking pour les véhicules est aménagé à proximité. 